# Yves Tavernier
Yves Tavernier (Morzine, 10 febbraio 1962) è un ex sciatore alpino francese.

## Biografia
Tavernier, specialista delle prove tecniche, ottenne il primo piazzamento in Coppa del Mondo il 27 febbraio 1983 a Gällivare in slalom speciale (15º) ed esordì ai Giochi olimpici invernali a Sarajevo 1984, dove si classificò 16º nello slalom gigante e non completò lo slalom speciale; l'anno dopo ai Mondiali di Bormio 1985 si classificò 9º nella combinata, suo primo piazzamento iridato. Ai XV Giochi olimpici invernali di Calgary 1988, sua ultima presenza olimpica, fu 20º nel supergigante, 24º nello slalom gigante e non completò lo slalom speciale; il 29 novembre dello stesso anno ottenne l'ultimo piazzamento in Coppa del Mondo, a Val Thorens in slalom gigante (10º), e tale risultato sarebbe rimasto l'ultimo di Tavernier nel massimo circuito; ai successivi Mondiali di Vail 1989 fu 15º nella medesima specialità, suo ultimo piazzamento agonistico.

## Palmarès

### Coppa del Mondo
- Miglior piazzamento in classifica generale: 76º nel 1989

### Campionati francesi
- 6 medaglie (dati parziali, dalla stagione 1981-1982):
  - 6 ori (slalom speciale[senza fonte] nel 1982; slalom gigante[senza fonte] nel 1983; slalom gigante[senza fonte] nel 1984; slalom gigante[senza fonte] nel 1985; slalom gigante[senza fonte] nel 1987; slalom gigante[senza fonte] nel 1988)